# Jean-Pierre Gottschall
Jean-Pierre Gottschall (Poschiavo, 21 ottobre 1941 – Leytron, 16 gennaio 2024) è stato uno slittinista svizzero.

## Biografia
Partecipò alla competizione del singolo maschile di slittino ai Giochi olimpici invernali del 1964.

## Partecipazioni olimpiche
| Competizione | Pos. | Data            | Città     |
| ------------ | ---- | --------------- | --------- |
| Singolo      | 31ª  | 4 febbraio 1964 | Innsbruck |